# Камені, що рухаються

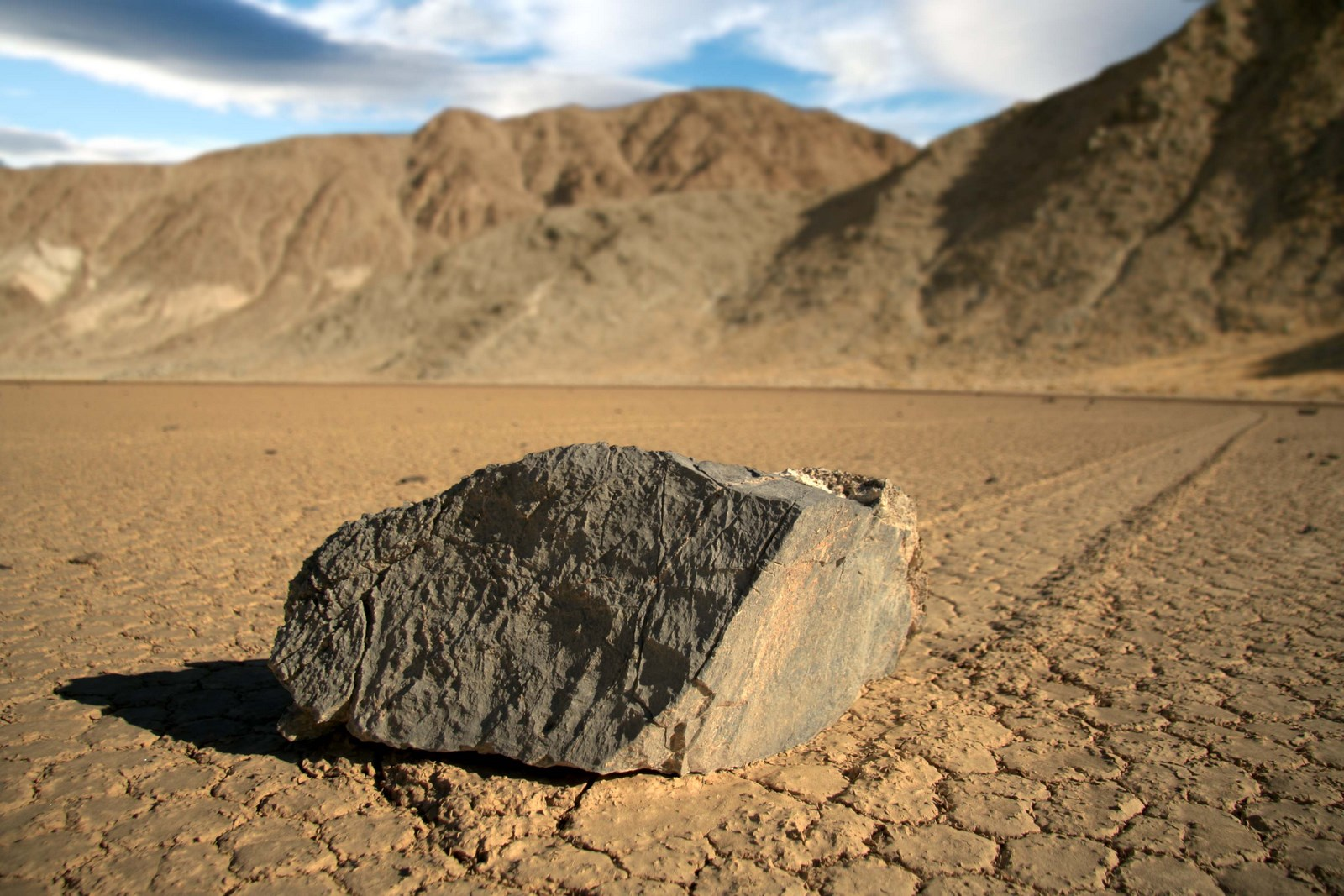
Камінь, що рухається

Рухли́ві ка́мені (англ. Sailing stones) — геологічний феномен, виявлений на поверхні висохлого озера Рейстрек-Плая в Долині Смерті, США. Камені поволі рухаються глинястим дном висохлого озера, про що свідчать довгі сліди, які залишаються за ними. Камені пересуваються самостійно без допомоги живих істот, проте ніхто ніколи не бачив і не фіксував переміщення на камеру. Подібні рухи каменів були помічені в декількох інших місцях, проте за числом і довжиною слідів Рейстрек-Плая значно виділяється з-поміж інших.

## Опис

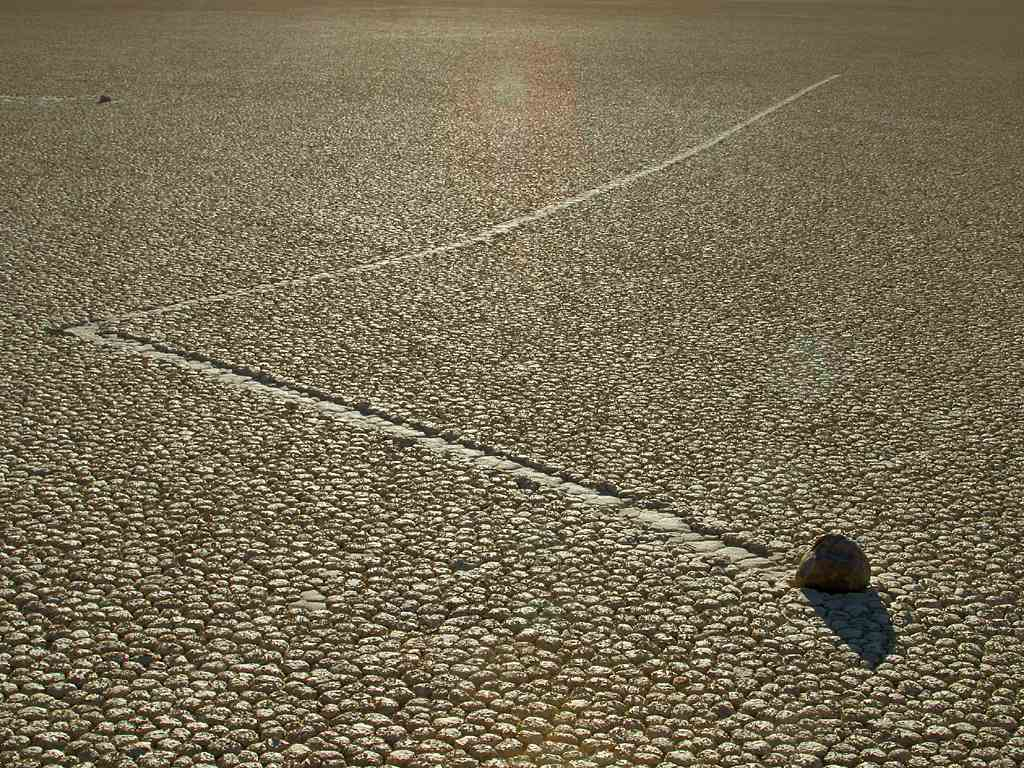
Камені іноді змінюють напрямок свого руху

Більшість з каменів потрапляють на дно висохлого озера з доломітового пагорба 260 м заввишки, розташованого у південній частині Рейстрек-Плая. Вага каменів доходить до декількох сотень кілограмів. Сліди, що тягнуться за ними, мають довжину кількох десятків метрів, ширину від 8 до 30 см і глибину менш як 2,5.
Камені приходять в рух всього один раз за два або три роки, причому більша частина слідів зберігається 3–4 роки. Камені з грубою нижньою поверхнею залишають пряміші сліди, а камені, що лежать на плоскій стороні, блукають з одного боку в інший. Іноді камені перевертаються, що відбивається на розмірі їх сліду. Передбачається, що для спонтанного руху каменів необхідне виконання кількох умов:
- Зволожена, але ще не залита водою, поверхня
- Прошарок глини
- Сильні пориви вітру як ініціювальна сила
- Сильний постійний вітер для продовження руху

## Історія дослідження
До початку 20 століття явище пояснювалося надприродними силами, потім в період становлення електромагнетизму виникло припущення про дію магнітних полів, яке, загалом, нічого не пояснювало.
У 1948 році геологи Джим Макалістер і Аллен Агню нанесли на карту розташування каменів і відзначили їхні сліди. Трохи згодом співробітники Служби національних парків США склали детальний опис місця, а журнал «Life» опублікував фотографії з Рейстрек-Плая, після чого почалися спекуляції на тему того, що примушує камені рухатися. Більшість гіпотез сходилися на тому, що вітер при вологій поверхні дна озера принаймні частково пояснює явище. Деякі дослідники, як геолог Джордж Стенлі з Мічиганського університету, що у 1955 році опублікував роботу на цю тему, не вірять, що місцевий вітер в змозі пересунути камені, вага яких сягає сотень кілограмів. Вони запропонували теорію, згідно з якою в ході сезонного затоплення висохлого озера на воді утворюється крижина, що сприяє руху каменів.

### Дослідження Шарпа і Кері

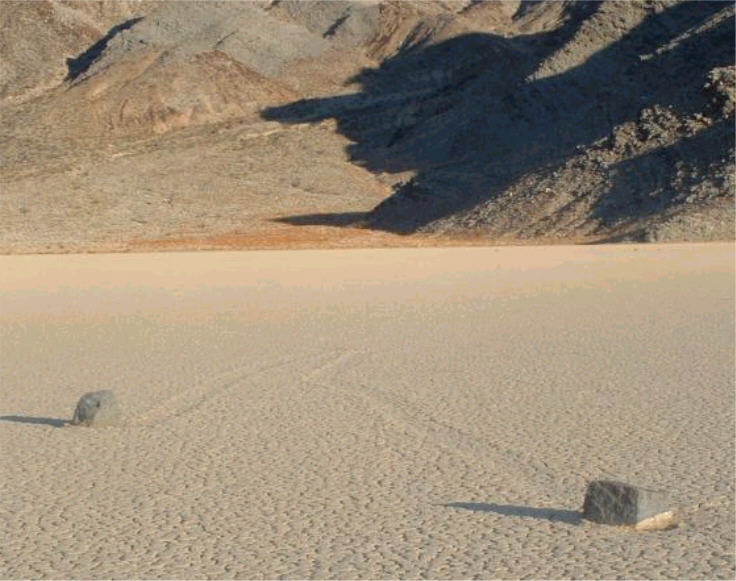
Камені, що лежать на висохлому дні озера

У травні 1972 року, Роберт Шарп (Robert Sharp, Каліфорнійський технологічний інститут) і Дуайт Кері (Dwight Carey, Каліфорнійський університет в Лос-Анджелесі почали програму моніторингу переміщення каменів. Тридцять каменів з відносно свіжими слідами було марковано, а їхнє розташування було відмічене кілками. За 7 років, впродовж яких фіксувалося положення каменів, учені створили модель, згідно з якою в дощовий сезон в південній частині озера скупчується вода, що розповсюджується вітром по дну висохлого озера, змочуючи його поверхню. В результаті твердий глинястий ґрунт сильно розмокає, і коефіцієнт тертя різко знижується, що дозволяє вітру зрушити з місця навіть один з найбільших каменів (який отримав ім'я Karen), який важив близько 320 кілограмів.
Також було перевірено гіпотези переміщення за допомогою льоду. Вода, що розповсюджується під впливом вітру, ночами може вкриватися крижаною кіркою, і розташовані на шляху води камені вмерзатимуть в шар льоду. Лід навколо каменя міг збільшувати переріз взаємодії з вітром і допомагати переміщати камені уздовж потоків води. В експерименті навколо каменя шириною 7,5 см і вагою 0,5 кг було створено загороду діаметром 1,7 м. Відстань між стовпчиками варіювалася від 64 до 76 см. Якщо навколо каменів утворювався б шар льоду, то при русі він міг зачепитися за стовпчик загороди і уповільнити рух або змінити траєкторію, що відбилося б на сліді від каменя. Проте подібних ефектів не спостерігалося — в першу зиму камінь пройшов поряд з стовпчиком, перемістившись за обгороджену територію на 8,5 м у напрямі північного заходу. Наступного разу всередину загороди було поміщено 2 важчі камені — один з них через п'ять років перемістився в тому ж напрямі, що і перший, проте його компаньйон за період досліджень не зрушився з місця. Цей факт свідчив про те, що якщо крижана кірка має вплив на рух каменів, то вона повинна бути мала.
Десять з маркованих каменів зрушилися в першу зиму досліджень, причому камінь A (який називали Mary Ann) проповз 64,5 м. Було відмічено, що багато каменів також пересувалися в наступні два зимові періоди, а влітку та в інші зими камені стояли на місці. Під кінець досліджень (через 7 років) всього два з 30 спостережуваних каменів не поміняли свого місця розташування. Розмір найменшого з каменів (Nancy) становив 6,5 см в діаметрі, причому цей камінь перемістився на максимальну сумарну відстань 262 м і на максимальну відстань за одну зиму — 201 м. Наймасивніший камінь, переміщення якого було зафіксовано, важив 36 кг.

### Подальші дослідження
1993 року Пола Мессіна (Paula Messina, Університет штату Каліфорнія в Сан-Хосе) захистила дисертацію на тему рухомих каменів, в якій було показано, що в цілому камені не рухалися паралельно. На думку дослідниці, це підтверджує те, що лід ніяк не сприяє руху. Після вивчення змін координат 162 каменів (які проводилися з допомогою GPS), було визначено, що на переміщення каменів не впливають ні їхній розмір, ні їхня форма. Виявилось, що характер руху у великій мірі визначається положенням валуна на Рейстрек-Плая. Згідно зі створеною моделлю, вітер над озером поводиться дуже складним чином, в центрі озера навіть утворюючи вихор.
1995 року дослідницька група під керівництвом професора Джона Рейда відзначила високу схожість слідів зими 1992–93 року зі слідами кінця 1980-х. Було показано, що принаймні деякі камені рухалися з льодовим потоком, причому ширина потоку була близько 800 м, про що свідчили характерні сліди, зроблені тонким шаром льоду. Також було визначено, що граничний шар, в якому вітер сповільнюється через контакт із землею, на таких поверхнях може бути всього 5 см, що означає можливість дії вітрів (швидкість яких взимку доходить до 145 км/год) навіть на зовсім невисокі камені.
Теорії, яка пояснювала б, чому камені, що стоять поряд, можуть пересуватися в різних напрямках, а деякі стоять на місці, поки немає. Також незрозуміло, чому камені «розкидані» по всьому дну озера, тоді як регулярні вітри переміщали б їх до одного з його країв.